# 伊勢赤十字病院

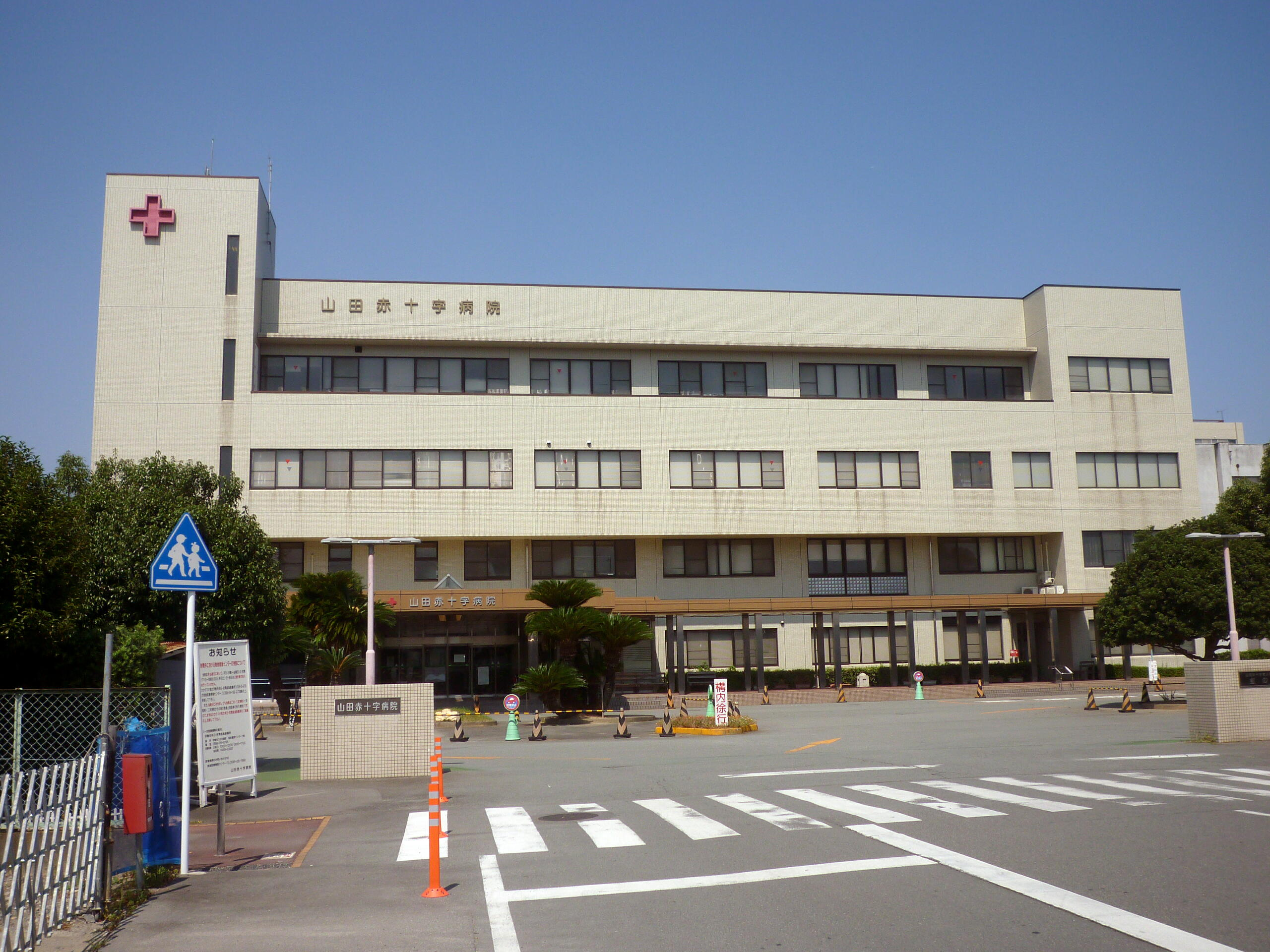
旧・山田赤十字病院

伊勢赤十字病院（いせせきじゅうじびょういん）は、三重県伊勢市にある医療機関。日本赤十字社三重県支部が設置し、三重県南部における基幹病院の一つである。
当院は、日本赤十字社初の支部病院として病院である。

## 概要
集中治療室（ICU / CCU：8床） 高度治療室（HCU：8床）脳卒中ケアユニット（SCU：6床）新生児集中治療室（NICU：9床）新生児治療回復室（GCU：6床）を備える。　
近隣からは、「日赤」や「日赤病院」と称される。2011年（平成23年）12月までは伊勢市御薗町高向にあり「山田赤十字病院」と称した。病院名の冠「山田」は伊勢市北部の旧地名に由来する。2012年（平成24年）1月に既存施設の老朽化・狭隘化により、伊勢市御薗町高向から船江に病院機能を移転。
なお、旧・山田赤十字病院の建物と敷地は、売却が検討され、伊勢市常磐の医療法人全心会伊勢慶友病院の不動産管理法人への売却が決まった。これにより旧山田赤十字病院跡地には2023年（令和5年）春頃をめどに伊勢慶友病院を新築移転する形で新病院「伊勢ひかり病院」が開設される予定である。
旧山田赤十字病院に併設する老人保健施設「虹の苑」については、伊勢赤十字病院の付帯施設となったが病院の移転後も同じ場所で運営されてきた。しかし、施設の効率的な運営や地域福祉の機能保全などから、こちらも2023年4月1日に医療法人全心会に事業譲渡されることになった。2024年5月時点、三重県選挙管理委員会より、不在者投票のできる施設の一つとして指定されている。

### 現・伊勢赤十字病院
山田赤十字病院の老朽化に伴い、東洋紡績（現・東洋紡）伊勢工場の跡地である伊勢市船江一丁目（ミタス伊勢隣接地）に伊勢赤十字病院が建設された。「高度医療の提供」と「職員の就労環境向上」を目的とし、前者はリニアックの導入やPET検査室の新設、後者は医療現場と医局・食堂などの職員専用空間の区分などに現れている。屋上庭園や地域住民向けの多目的ホールなども設けられた。2012年（平成24年）1月4日から診療を開始した。
2ヶ月間隔の輪番制で三重大学医学部附属病院とドクターヘリを共同運行。
- 建築面積：15,289m2[7]
- 延床面積：約56,000m2[2]
- 病床数：655床[7]

### 旧・山田赤十字病院
- 所在地 - 〒516-0805 三重県伊勢市御薗町高向810（北緯34度29分59.1秒 東経136度41分56.5秒 / 北緯34.499750度 東経136.699028度）
- 病床数
  - 許可 - 一般：651、感染症：4、計：655床
  - 稼動 - 一般：627、感染症：4、計：631床
- 病棟数：13
- 診療科 - 内科（内分泌・代謝内科、膠原病内科、一般内科）、内科（血液内科・腫瘍内科・感染症内科）、神経内科、循環器科・腎臓内科、小児科、精神科・神経科、放射線科、外科、整形外科・リハビリテーション科、眼科、泌尿器科、心臓血管外科/呼吸器外科、皮膚科、産婦人科、耳鼻咽喉科・気管食道科、脳神経外科、消化器科、歯科、呼吸器科
- 交通アクセス
  - 近鉄山田線 宮町駅下車、徒歩で約5分。
  - JR参宮線 山田上口駅下車 徒歩で約10分。

## 沿革
- 1899年（明治32年）8月 - 宇治山田町立病院が開設[注釈 1]。
- 1900年（明治33年）12月 - 養成所落成[3]。
- 1901年（明治34年）3月10日 - 養成所開設[3]。宇治山田町立病院を看護婦実習病院に充てる。
- 1904年（明治37年）2月1日 - 宇治山田町立病院の建物や設備などの寄贈を受けて[3]一部改修し[9]、日本赤十字社三重支部山田病院を度会郡四郷村に開設[3][9]（内科[3]・外科[3]・婦人科[3]、病床数80床[3]）。医師らも移籍[3]。看護婦養成所併設。
- 1911年（明治44年）1月 - X線光学装置を日本で2番目に導入[10]。
- 1912年（大正元年）
  - 3月 - 耳鼻咽喉科を開設[11]。
  - 10月 - 眼科を開設[11]。
- 1913年（大正2年）4月 - 小児科を開設[11]。
- 1926年（大正15年）6月7日 - 度会郡御薗村に新築移転[9]。
- 1937年（昭和12年）12月15日 - 第3号病舎の改築工事が竣工[9]。
- 1938年（昭和13年）
  - 7月 - 皮膚泌尿器科を開設[11]。
  - 10月31日 - 第1号病舎の改築工事が竣工[9]。
  - 12月15日 - 裏手の土地約4,106坪を買収し、横須賀海軍病院山田赤十字病院を設置[9]。
- 1939年（昭和14年）11月 - 臨時救護看護婦養成所を開設[11]。
- 1941年（昭和16年）4月 - 乙種救護看護婦養成所を開設[11]。
- 1942年（昭和17年）12月 - 横須賀海軍病院となり、20床を除く全ての病床を戦傷病者用に転換[11]。
- 1943年（昭和18年）1月1日 - 山田赤十字病院と改称[9][12]。
- 1946年（昭和21年）9月 - 規程を改正し、軍事色を薄める[12]。
- 1948年（昭和23年）6月30日 - 山田赤十字病院附属前島診療所が志摩郡片田村に開設[13]。
- 1949年（昭和24年）4月 - 新法に伴い、甲種看護婦養成所として指定を受けた山田赤十字看護学院を開設[12]。
- 1950年（昭和25年）11月 - 山田赤十字看護学院、山田赤十字高等看護学院と改称[14]。
- 1952年（昭和27年）12月1日 - 宇治山田市立産院が構内に開設され[13]、委託診療を受託[14]。
- 1955年（昭和30年）7月28日 - 橋北中学校水難事件に際し、救護班を派遣。
- 1958年（昭和33年）3月31日 - 山田赤十字病院附属前島診療所廃止。
- 1968年（昭和43年）9月 - 外来診療棟を鉄筋コンクリート造4階建てに改築[15]。
- 1969年（昭和44年） - ICUを開設[15]。
- 1971年（昭和46年） - 人工透析室を開設[15]。
- 1976年（昭和51年）4月 - 山田赤十字高等看護学院を鉄筋コンクリート造3階建てに改築[15]、山田赤十字看護専門学校と改称。
- 1985年（昭和60年）4月 - 三重県の救急医療計画に基づいて、30床の救命救急センターを開設[15]。
- 1990年（平成2年） - 管理等の増改築工事が完成[15]。
- 2000年（平成12年）3月21日 - 山田赤十字老人保健施設「虹の苑」開設。
- 2006年（平成18年）3月31日 - 山田赤十字看護専門学校閉校。
- 2011年（平成23年）10月29日 - 新築された伊勢赤十字病院の竣工式を挙行[2]。
- 2012年（平成24年）1月4日 - 新病院に移転し、伊勢赤十字病院に改称。

## 診療科

### 診療科
- 総合内科
- 血液・感染症内科
- 呼吸器内科
- 腎臓内科
- 小児科
- 泌尿器科
- 頭頸部・耳鼻咽喉科
- 緩和ケア内科
- 肝臓内科
- 消化器内科
- 神経内科
- 循環器内科
- 外科
- 心臓血管外科
- 脳神経外科
- 整形外科
- 呼吸器外科
- 腫瘍内科
- 形成外科
- 糖尿病・代謝内科
- 精神科
- 乳腺外科
- 産婦人科
- 眼科
- 皮膚科
- 放射線治療科
- 歯科口腔外科
- 放射線診断科
- リハビリテーション科
- 麻酔科

### 診療協働部門
- 看護部
- 薬剤部
- 臨床検査部
- 放射線科部
- 病理部
- 医療社会事業部
- 救急部
- 健診部
- 事務部

### 付帯施設
- 伊勢赤十字訪問看護ステーション

## 医療機関の指定等
| - 地域周産期母子医療センター - 三重県災害拠点病院 - 地域がん診療連携拠点病院 - 小児癌治療研究医療機関 - エイズ治療拠点病院 - 第二次、三次救命救急センター（病院郡輪番制病院） - 地域医療支援病院 - へき地医療拠点病院 - 保険医療機関 - 国民健康保険医療取扱機関 - 労働災害保険指定医療機関 - 生活保護法指定医療機関 | - 結核予防法・伝染病予防法指定医療機関 - 児童福祉法・育成医療指定医療機関 - 母体保護法指定医療機関 - 身体障害者福祉法(厚生医療)指定医療機関 - 原子爆弾被爆者医療指定機関 - 臓器提供施設 - 第一種感染症指定医療機関 - 第二種感染症指定医療機関 - 三重DMAT指定医療機関 - 災害対策基本法指定機関 - 日本さい帯血バンクネットワーク登録移植医療機関 |

## 交通アクセス
- JR参宮線・近鉄山田線 伊勢市駅下車、徒歩で約20分程度。
- 三重交通バス（JR・近鉄：伊勢市駅、近鉄：宇治山田駅より）
  - 「伊勢赤十字病院」行きに乗車、「伊勢赤十字病院」停留所下車、徒歩ですぐ。